# Basilika San Ġorġ (Victoria)

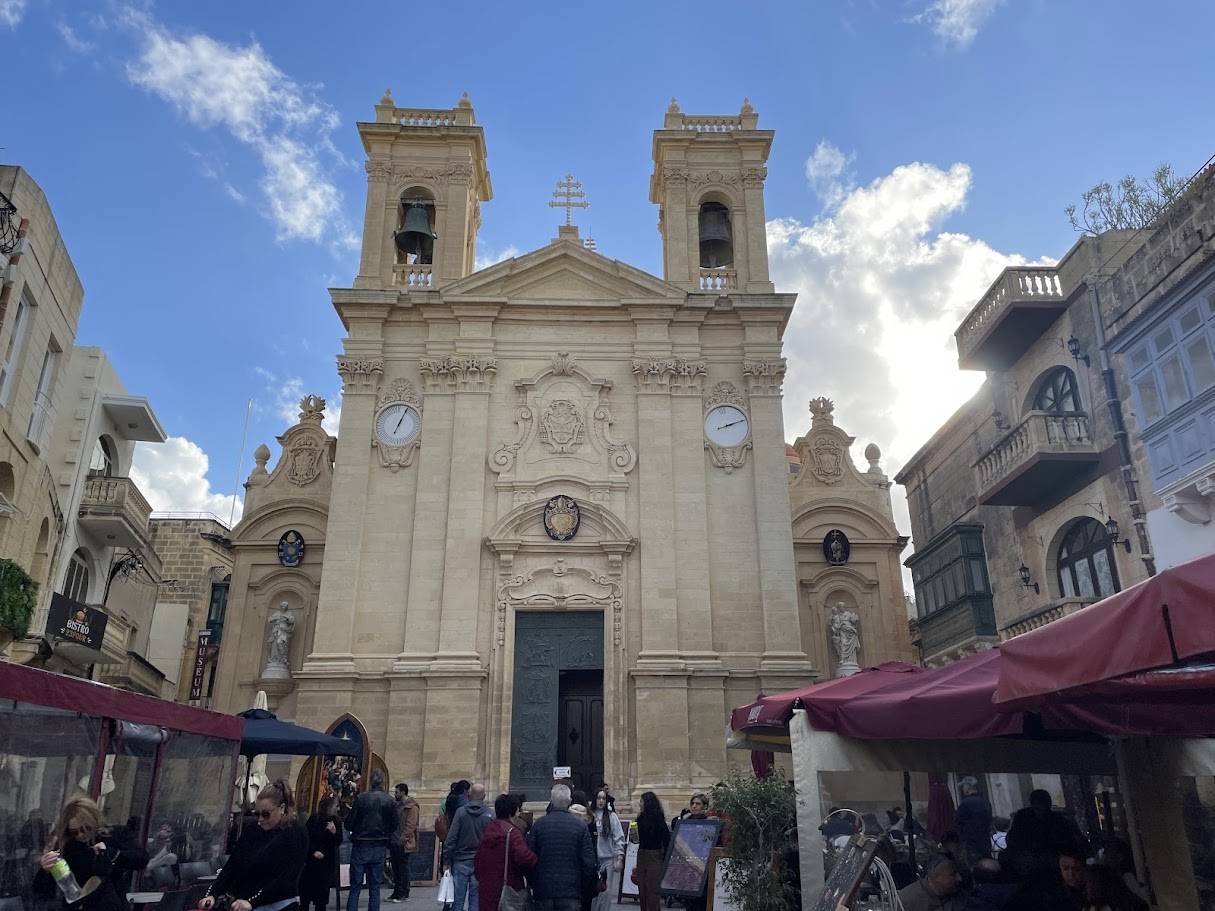
San Ġorġ, Portalfassade

Die barocke Basilika San Ġorġ (St. Georg) befindet sich an der Pjazza San Ġorġ südlich des Marktplatzes in der Hauptstadt Victoria der maltesischen Insel Gozo. Sie wurde zwischen 1672 und 1678 erbaut, jedoch durch ein Erdbeben 1693 erheblich beschädigt und daher erst 1755 geweiht. Die Fassade wurde 1818 neu verkleidet.

## Beschreibung

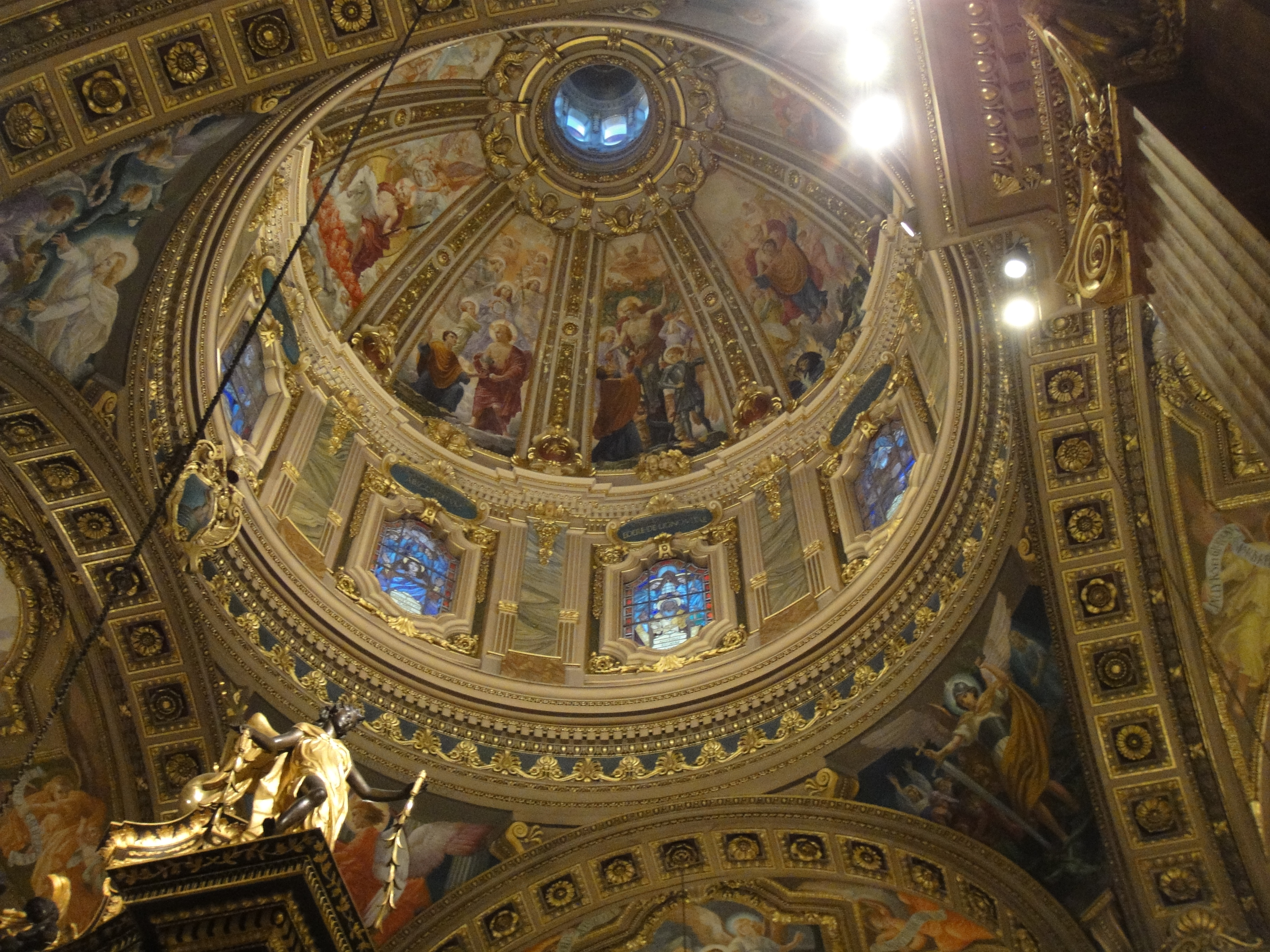
Blick in die Kuppel

Die Kirche wird aufgrund ihres prächtigen Innenraums auch als „goldene Kirche“ bezeichnet. Ihre Innenwände und Säulen sind vollständig mit Marmor verkleidet und sie ist reich mit Gemälden und Statuen ausgestattet. Für die Entwürfe war hauptsächlich Vittorio Cassar verantwortlich, die Gemälde stammen von Giovanni Battista Conti. Die wichtigste Sehenswürdigkeit der Kirche ist eine 1838 von Pietro Paolo Azzopardi geschnitzte Statue des Namenspatrons, des heiligen Georg. Weitere Künstler, die an der Kirche gearbeitet haben, sind Mattia Preti, Giuseppe Cali, Michele Busuttil, Giuseppe Fenech, Francesco Zahra, Fortunato Venuti, Injazju Cortis, Ramiro Cali’, Filippo Cosimo, Giuseppe D'Arena, Salvatore Bondi’, Roberto Dingli und Stefano Erardi.
1958 wurde San Ġorġ durch Papst Pius XII. zur Basilica minor erhoben.
Zwischen der Kirchengemeinde der Georgsbasilika und derjenigen der Kathedrale Mariä Himmelfahrt herrscht seit Generationen eine ausgeprägte Rivalität. Beide Gemeinden haben einen eigenen Musikverein (die Georgsbasilika die Soċjetà Filarmonika La Stella, die Marienkathedrale die Soċjetà Filarmonika Leone), von denen jede ein eigenes Opernhaus besitzt (siehe auch: Opernhäuser auf Gozo).